# ブロコウ・セル
ブロコウ・セル（英: Brocaw cell, Brokaw bandgap reference）は、集積回路において広く用いられている基準電圧回路の一種である。出力電圧は、1.25Vで温度依存性が小さい。この回路は、バンドギャップ・リファレンスの一種であり、後に考案者の名前を冠して呼ばれるようになった。

ブロコウ・セル

ブロコウ・セルは、内部に正の電圧依存性と負の電圧依存性を有する節点を持ち、それらの特性を相殺することで、全体として電圧依存性の小さいバンドギャップ・リファレンスとして、動作する。
さらに、内部節点は、シリコンバンドギャップ温度センサとして用いることも可能である。
ブロコウ・セルは負帰還を用い、エミッタサイズの異なるバイポーラトランジスタに同じ電流を流すように動作している。
エバースモルモデルによれば、
- 大きなエミッタサイズのトランジスタは、同一電流下において、小さいエミッタサイズのトランジスタより、ベース・エミッタ間電圧が小さい
- 上記、ベース・エミッタ間電圧の電圧差は正の温度依存性を持つ。
- ベース・エミッタ間電圧は負の温度依存性を持つ

これらの電圧を加算して回路の出力としている。素子定数を最適に設計することにより、2つの温度依存性を相殺している。

## 参照
1. ↑  Brokaw, P., "A simple three-terminal IC bandgap reference", IEEE Journal of Solid-State Circuits, vol. 9, pp. 388–393, December 1974.